# Lista de estados dos Estados Unidos por taxa da pobreza

Mapa da taxa de pobreza nos Estados Unidos em 2014.
Legenda:
<6%
6%-7.5%
7.5%-9%
9%-10.5%
10.5%-12%
12%-13.5%
13.5%-15%
15%-16.5%
>16.5%

| <6% 6%-7.5% 7.5%-9% | 9%-10.5% 10.5%-12% 12%-13.5% | 13.5%-15% 15%-16.5% >16.5% |

| <5% <10% <15% | <20% <25% <30% | <35% <40% >40% |

Mapa da taxa de pobreza nos Estados Unidos por condados.
Legenda:
<5%
<10%
<15%
<20%
<25%
<30%
<35%
<40%
>40%

Este artigo é uma lista dos 50 estados dos Estados Unidos incluindo o Distrito de Colúmbia ordenados pela taxa de pobreza. As estatísticas de 2014 não são idênticas às taxas oficiais de pobreza, porque incluem crianças não contadas nos números oficiais. A taxa leva em conta as diferenças no custo de vida entre os estados (isto é, custos de habitação consideravelmente maiores ou inferiores à média nacional do país), bem como os impostos e o valor dos programas de assistência governamentais. Todos os dados são doDepartamento do Censo dos Estados Unidos.

## Estados
| Posição | Estado ou Distrito   | Taxa de pobreza (por renda familiar) | Pessoas na pobreza por renda familiar (em milhares) | Taxas de Pobreza de 2014 (Inclui crianças não relacionadas) | Medida Suplementar de Pobreza (média 2010-2014, ajustado geograficamente) |
| ------- | -------------------- | ------------------------------------ | --------------------------------------------------- | ----------------------------------------------------------- | ------------------------------------------------------------------------- |
| -       | Estados Unidos       | 14.8%                                | 45,950                                              |                                                             | 16.0%                                                                     |
| 1       | Nova Hampshire       | 9.2%                                 | 117                                                 | 9.5%                                                        | 15.5%                                                                     |
| 2       | Maryland             | 10.4%                                | 604                                                 | 9.6%                                                        | 10.1%                                                                     |
| 3       | Wyoming              | 10.6%                                | 54                                                  | 9.3%                                                        | 9.2                                                                       |
| 4       | Connecticut          | 10.8%                                | 376                                                 | 10.6%                                                       | 12.5%                                                                     |
| 5       | Dakota do Norte      | 11.1%                                | 79                                                  | 11.0%                                                       | 9.2%                                                                      |
| 6       | Nova Jérsei          | 11.1%                                | 972                                                 | 13.7%                                                       | 13.9%                                                                     |
| 7       | Minnesota            | 11.4%                                | 607                                                 | 12.1%                                                       | 9.7%                                                                      |
| 8       | Alasca               | 11.4%                                | 81                                                  | 12.1%                                                       | 12.5%                                                                     |
| 9       | Havaí                | 11.5%                                | 158                                                 | 12.6%                                                       | 17.3%                                                                     |
| 10      | Massachusetts        | 11.7%                                | 760                                                 | 10.9%                                                       | 13.8%                                                                     |
| 11      | Virgínia             | 11.8%                                | 955                                                 | 10.8%                                                       | 13.3%                                                                     |
| 12      | Utah                 | 11.8%                                | 341                                                 | 9.8%                                                        | 11.6%                                                                     |
| 13      | Colorado             | 12.1%                                | 632                                                 | 12.4%                                                       | 13.7%                                                                     |
| 14      | Vermont              | 12.2%                                | 72                                                  | 9.7%                                                        | 13.4%                                                                     |
| 15      | Nebraska             | 12.3%                                | 167                                                 | 10.0%                                                       | 9.8%                                                                      |
| 16      | Iowa                 | 12.3%                                | 368                                                 | 10.9%                                                       | 8.6%                                                                      |
| 17      | Delaware             | 13.0%                                | 118                                                 | 12.4%                                                       | 13.9%                                                                     |
| 18      | Wisconsin            | 13.2%                                | 737                                                 | 11.1%                                                       | 10.8%                                                                     |
| 19      | Washington           | 13.2%                                | 913                                                 | 11.9%                                                       | 12.2%                                                                     |
| 20      | Kansas               | 13.5%                                | 381                                                 | 13.9%                                                       | 11.5%                                                                     |
| 21      | Pensilvânia          | 13.6%                                | 1,679                                               | 11.2%                                                       | 12.6%                                                                     |
| 22      | Maine                | 14.0%                                | 181                                                 | 11.6%                                                       | 11.2%                                                                     |
| 23      | Dakota do Sul        | 14.1%                                | 115                                                 | 14.3%                                                       | 10.6%                                                                     |
| 24      | Illinois             | 14.3%                                | 1,802                                               | 13.3%                                                       | 15.2%                                                                     |
| 25      | Rhode Island         | 14.8%                                | 149                                                 | 13.2%                                                       | 13.6%                                                                     |
| 26      | Idaho                | 14.8%                                | 237                                                 | 13.9%                                                       | 11.8%                                                                     |
| 27      | Montana              | 15.2%                                | 151                                                 | 13.5%                                                       | 12.1%                                                                     |
| 28      | Indiana              | 15.2%                                | 968                                                 | 16.4%                                                       | 14.2%                                                                     |
| 29      | Nevada               | 15.4%                                | 430                                                 | 13.1%                                                       | 19.8%                                                                     |
| 30      | Missouri             | 15.5%                                | 908                                                 | 15.6%                                                       | 12.4%                                                                     |
| 31      | Ohio                 | 15.8%                                | 1,778                                               | 13.5%                                                       | 13.2%                                                                     |
| 32      | Nova Iorque          | 15.9%                                | 2,760                                               | 15.9%                                                       | 18.1%                                                                     |
| 33      | Michigan             | 16.2%                                | 1,567                                               | 27.6%                                                       | 13.5%                                                                     |
| 34      | Oregon               | 16.4%                                | 637                                                 | 7.11%                                                       | 10.3%                                                                     |
| 35      | Califórnia           | 16.4%                                | 6,253                                               | 15.5%                                                       | 23.8%                                                                     |
| 36      | Oklahoma             | 16.6%                                | 623                                                 | 13.0%                                                       | 13.4%                                                                     |
| 37      | Flórida              | 16.6%                                | 3,231                                               | 14.6%                                                       | 19.5%                                                                     |
| 38      | Texas                | 17.2%                                | 4,519                                               | 17.4%                                                       | 16.4%                                                                     |
| 39      | Carolina do Norte    | 17.2%                                | 1,663                                               | 17.0%                                                       | 14.2%                                                                     |
| 40      | Carolina do Sul      | 17.9%                                | 838                                                 | 13.8%                                                       | 15.8%                                                                     |
| 41      | Tennessee            | 18.2%                                | 1,165                                               | 16.7%                                                       | 15.5%                                                                     |
| 42      | Arizona              | 18.2%                                | 1,195                                               | 21.3%                                                       | 18.8%                                                                     |
| 43      | Virgínia Ocidental   | 18.3%                                | 328                                                 | 16.0%                                                       | 12.9%                                                                     |
| 44      | Geórgia              | 18.4%                                | 1,298                                               | 18.5%                                                       | 18.2%                                                                     |
| 45      | Distrito de Colúmbia | 18.4%                                | 114                                                 | 18.0%                                                       | 22.7%                                                                     |
| 46      | Arkansas             | 18.7%                                | 539                                                 | 19.1%                                                       | 16.5%                                                                     |
| 47      | Kentucky             | 19.0%                                | 812                                                 | 17.1%                                                       | 13.6%                                                                     |
| 48      | Alabama              | 19.2%                                | 905                                                 | 16.8%                                                       | 13.5%                                                                     |
| 49      | Luisiana             | 19.9%                                | 898                                                 | 14.3%                                                       | 18.5%                                                                     |
| 50      | Novo México          | 20.6%                                | 347                                                 | 19.6%                                                       | 16.1%                                                                     |
| 51      | Mississippi          | 21.9%                                | 634                                                 | 23.2%                                                       | 16.1%                                                                     |